# 闊普通武
闊普通武（？—？）他塔喇氏，滿洲正白旗人，清朝政治人物、進士出身。

## 生平
光緒十二年（1886年），参加光緒丙戌科殿試，登進士二甲95名。同年五月，改翰林院庶吉士。光緒十五年四月，散館，授翰林院編修。
《光绪朝实录》记载，光绪二十四年七月二十二日（1898年9月7日），“实授裕禄、李端棻为礼部尚书。以内阁学士阔普通武为礼部左侍郎。裁缺通政使司通政使萨廉为礼部右侍郎。”
戊戌变法期间，和康有为一党颇有交往的阔普通武成为支持维新派的重要官员，许多维新派的奏折如《请定立宪开国会折》等等都由阔普通武上奏。光绪二十四年八月初二日，新任礼部左侍郎阔普通武上奏“敬举通达时务人才”，共4人：候选道陈日翔，刑部主事陈桂芳，兵部员外郎祁师曾，分发知县冯宝琳。阔普通武称：“以上四员，据奴才所见，均系通达时务之才，用敢据实保荐，且俱在京候选供职。”当日奉明发谕旨：“阔普通武奏敬举通达时务人才一折。候选道陈日翔、刑部主事陈桂芳、兵部员外郎祁师曾、分发知县冯宝琳，均著预备召见。”
戊戌变法失败后，阔普通武于光绪二十四年以副都统衔出任西宁办事大臣，实为放逐。嗣复被慈禧太后“勒令休致”，郁郁而终。

## 著作
- 《湟中行纪》